# Primera División Uruguaya 1965
Il campionato era formato da dieci squadre e il Peñarol vinse il titolo.

## Classifica finale
| Pos. | Squadra              | G  | V  | N | P  | GF | GS | Punti |
| ---- | -------------------- | -- | -- | - | -- | -- | -- | ----- |
| 1    | Peñarol              | 18 | 15 | 2 | 1  | 43 | 17 | 32    |
| 2    | Nacional             | 18 | 12 | 3 | 3  | 33 | 14 | 27    |
| 3    | Cerro                | 18 | 11 | 3 | 4  | 31 | 18 | 25    |
| 4    | Racing Montevideo    | 18 | 8  | 3 | 7  | 27 | 29 | 19    |
| 5    | Fénix                | 18 | 7  | 4 | 7  | 22 | 19 | 18    |
| 6    | Rampla Juniors       | 18 | 5  | 7 | 6  | 21 | 22 | 17    |
| 7    | Danubio              | 18 | 6  | 5 | 7  | 26 | 27 | 17    |
| 8    | Sud América          | 18 | 4  | 3 | 11 | 23 | 34 | 11    |
| 9    | Montevideo Wanderers | 18 | 2  | 3 | 13 | 16 | 36 | 7     |
| 10   | Colón                | 18 | 2  | 3 | 13 | 14 | 40 | 7     |

G = Partite giocate; V = Vittorie; N = Nulle/Pareggi; P = Perse; GF = Goal fatti; GS = Goal subiti; 

## Classifica marcatori
| Gol |  |  | Giocatore   | Squadra |
| --- |  |  | ----------- | ------- |
| 15  |  |  | Pedro Rocha | Peñarol |